# Peter Thuy

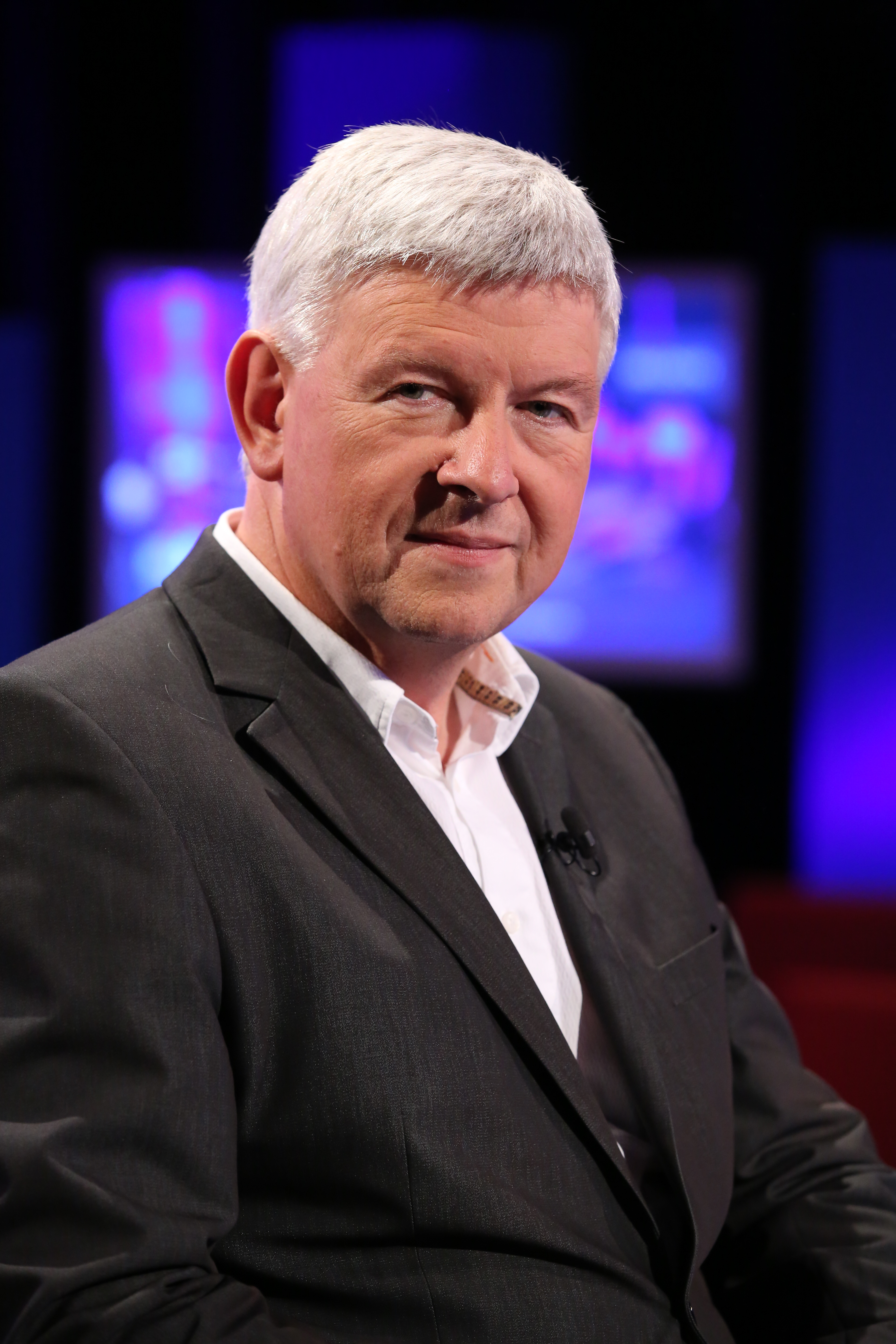
Peter Thuy, 2018

 Peter Thuy (* 9. März 1961 in Bayreuth) ist ein deutscher Wirtschaftswissenschaftler und ehemaliger Rektor der IU Internationale Hochschule. Seit 2022 ist er Präsident der Deutschen Gesellschaft für Projektmanagement.

## Leben
Thuy studierte von 1982 bis 1988 Wirtschaftswissenschaften (Diplom-Kaufmann) an der Universität Regensburg und der Universität Bayreuth. Danach war er in der Steuerberatung und Wirtschaftsprüfung tätig. 1993 wurde er mit der Dissertation Strukturwandel, Qualifikation und Beschäftigung. Eine ökonomische Analyse unter besonderer Berücksichtigung des Dienstleistungssektors am Lehrstuhl für Wirtschaftspolitik der Universität Bayreuth zum Dr. rer. pol. promoviert. Parallel war er als Trainer im Bereich Weiterbildung tätig und Mitbegründer eines Trainingsanbieters, den er im Jahre 1994 verkaufte. 1998 habilitierte er sich für das Fach Volkswirtschaftslehre und war in Bayreuth als Privatdozent tätig. Er war Lehrbeauftragter für Außenwirtschaftspolitik in der Betriebswirtschaftslehre an der Georg-Simon-Ohm-Hochschule Nürnberg (Vorgängereinrichtung der Technischen Hochschule Nürnberg Georg Simon Ohm).
2000 wurde er Professor für Dienstleistungswirtschaft und Volkswirtschaftslehre sowie Gründungsrektor an der Internationalen Fachhochschule Bad Honnef – Bonn, heute IU Internationale Hochschule. 2021 legte er das Amt als Rektor nieder. Seit 2007 hatte er die Entwicklungsleitung aller akademischen Programme der mit der IU verbundenen Career Partner GmbH (seit 2021: IU Group N.V.) in München inne und war deren Co-Geschäftsführer von 2010 bis 2019. Von 2008 bis 2019 übernahm er zudem die Geschäftsführung an der Steigenberger Akademie in Bad Reichenhall.
Er war von 2010 bis 2022 Vorstand des Verbandes der Privaten Hochschulen und ist Sachverständiger für die Akkreditierungen von Studiengängen und Hochschuleinrichtungen.
Seit dem 21. Mai 2022 ist er hauptamtlicher Präsident der Deutschen Gesellschaft für Projektmanagement.

## Forschungsschwerpunkte
Die Schwerpunkte seiner Forschungstätigkeit liegen im Bereich der Ökonomie des Dienstleistungssektors und der anwendungsorientierten Wirtschaftspolitik, hier insbesondere in der Struktur-, Arbeitsmarkt- und Sozialpolitik.

## Schriften
- Strukturwandel, Qualifikation und Beschäftigung, Peter Haupt Verlag 1994, ISBN 978-3-258-04976-2.
- Sozialstaatsprinzip und Marktwirtschaft, Peter Haupt Verlag 1999, ISBN 978-3-258-06071-2.
- (Hrsg.) Wirtschaftliche Entwicklung und struktureller Wandel, Peter Haupt Verlag 2006, ISBN 978-3-258-07035-3 (Festschrift Egon Görgens zu seinem 65. Geburtstag).
- mit Ulrich Wünsch et al.: Handbuch Event-Kommunikation: Grundlagen und Best Practice für erfolgreiche Veranstaltungen, Erich Schmidt Verlag  2007, ISBN 978-3-503-10300-3.
- Finanzierung digitaler Lehre, Hochschulforum Digitalisierung beim Stifterverband für die Deutsche Wissenschaft e.V., Berlin 2016[8]